# Sawa Piperow
Sawa Wenelinow Piperow (bulgarisch Сава Венелинов Пиперов; * 23. Januar 1954 in Burgas) ist ein bulgarischer Schauspieler und Synchronsprecher.

## Leben
Sawa Piperow ist seit 1979 als Schauspieler tätig und hat bislang in zahlreichen Filmen und Fernsehserien mitgewirkt. Er ist auch auf der Theaterbühne aktiv.
Piperow ist seit den 1980er-Jahren umfangreich als Synchronsprecher aktiv. Er lieh Figuren in Zeichentrickfilmen und Animationsfilmen wie Lolek und Bolek, Sindbad, Lilo und Stitch, Madagascar, Garfield und seine Freunde oder Homer Simpson in Die Simpsons – Der Film seine Stimme. Er war langjähriger Stammsprecher von Richard Griffiths. Piperow synchronisierte auch Computerspiele und Videospiele.